# Oberappellationsgericht Diez
Das Oberappellationsgericht Diez war ab 1810 das Oberappellationsgericht des Herzogtums Nassau und 1813 bis 1815 das gemeinsame Oberappellationsgericht der nassauischen Fürstentümer mit Sitz in Diez.
Mit der Rheinbundakte fiel Hadamar 1806 an das Großherzogtum Berg. Damit ergab sich die Situation, dass das für das Herzogtum Nassau zuständige Oberappellationsgericht Hadamar außerhalb dessen Landesgrenze lag. Eine Verlegung des Gerichtes wurde daher in der Regierung des Herzogtums Nassau diskutiert. Um den neuen Sitz des Gerichtes bewarben sich Usingen, Neuwied, Ehrenbreitstein, Eltville, Höchst und Diez. Herzog Friedrich Wilhelm regelte mit Erlass vom 15. Juli 1809, dass das Gericht zum 1. Mai 1810 nach Diez umziehen sollte. Neuer Sitz des Gerichts wurde das Waisenhausgebäude in Diez. Am 5. Mai 1810 nahm das Gericht seine Arbeit auf. Es bestand weiterhin aus 6 Räten und Karl Friedrich August von Dalwigk als Präsidenten an seiner Spitze.
Nach der Völkerschlacht bei Leipzig 1813 zerfiel das Großherzogtum Berg und Nassau-Oranien erhielt seine Erblande zurück. Mit § 7 des Hausvertrags vom 26. November 1813 wurde zwischen dem Herzogtum Nassau und Nassau-Oranien vereinbart, dass das Oberappellationsgericht Diez nun auch für die oranischen Erblande zuständig sein sollte. Mit Hausvertrag vom 14. Juli 1814 regelte man Details. Oranien sollte 1/3 der Kosten tragen und der Räte benennen. Die Zahl der Räte sollte auf 8 erhöht werden und eine zweite Kammer eingerichtet werden.
Am 2. September 1814 erfolgte die feierliche Eröffnung des Gesamtoberappellationsgerichtes Diez. 
Als Ergebnis des Wiener Kongresses erhielt das Herzogtum Nassau die oranischen Erblande im Rahmen eines Gebietstausches. Damit war das Oberappellationsgericht Diez wieder das Oberappellationsgericht des Herzogtums. 1818 wurde das Gericht nach Wiesbaden verlegt und bildete das Oberappellationsgericht Wiesbaden.

## Richter
Karl Friedrich August von Dalwigk (Präsident)
- Carl von Moß (Vizepräsident, 1813)
- Carl Friedrich Freiherr von Trumbach (Vizepräsident, 1818)

### Räte
- August Ludwig Freiherr von Preuschen von und zu Liebenstein (1813, 1818)
- Daniel Langsdorf (1812, 1813, 1818)
- Carl Ludwig Ler (1812, 1813, 1818)
- Franz Albert Flach (1812, 1813)
- Constantin Philipp Anton Freiherr von Ritter (1813)
- Georg Gottfried Notwitt (1818)
- Carl Joseph Tippel (1818)